# Laxmannia minor
Laxmannia minor is een vaste plant uit het geslacht Laxmannia (Aspergefamilie). Ze komt voor in het zuiden van West-Australië.
Robert Brown beschreef het geslacht Laxmannia en de soorten L. minor en L. gracilis in zijn Prodromus Florae Novae Hollandiae et Insulae Van-Diemen, gepubliceerd in 1810.
Het is een kleine plant, die hoogstens 25 cm hoog wordt. Ze groeit vooral in zandige bodem en op natte rotsbodem, die 's winters vochtig blijven. Onderaan heeft ze lineaire bladeren van 7 tot 29 mm lengte. Er staan 18 tot 28 kleine witte bloempjes in een halve bolvorm op het uiteinde van een slanke rechtopstaande bloemsteel die 5 tot 20 cm lang is.